# Antoine Philibert Marchant
Pour les articles homonymes, voir Marchant.
Antoine Philibert Marchant dit Marchant du Nord, né le 27 janvier 1796 à Maubeuge (Généralité de Valenciennes), mort le 11 septembre 1859 à Amiens (Somme), est un homme politique français.

## Biographie
Après avoir terminé ses études de droit, il s'installe à Maubeuge comme notaire.
Sa carrière politique prenait son envol lorsqu'en 1833 il devenait Conseiller général du Nord par la suite il fut par deux fois Président de l'Assemblée départementale.
Député du 11e collège du Nord (Avesnes) de 1838 à 1846 et député du Nord de 1849 à 1851, il est ensuite sénateur du Second Empire (nomination du 26 janvier 1852) jusqu'à sa mort.

## Distinctions
- Officier de la Légion d'honneur par décret du 30 juillet 1858[4].